# Kawuk
Kawuk是一种出没于印度尼西亚努沙甘邦岸岛的神秘动物，据报道这是一种类似科摩多巨蜥的爬行动物。

## 历史
据当地人描述，Kawuk嗅觉灵敏、能够以双足“站立”、具有侵略性且会主动攻击人类。2014年， 《merdeka.com》报道了一起目击事件，当地居民Heri与朋友目击到数十只Kawuk正在河流中追逐一位Solok Timur村附近死去朋友的尸体。由于努沙甘邦岸岛人迹罕至，媒体甚少来到此处，因此该目击通常被认为是最后一起有报道的目击。现有的理论认为，Kawuk被认为可能是幸存的伶盗龙或某种小型兽脚亚目恐龙，另一理论则认为Kawuk是尚未记录的新种巨蜥。